# Orientbaza
Orientbaza (Aviceda jerdoni) är en asiatisk fågel i familjen hökar. Den förekommer från södra Indien och Sri Lanka österut till Filippinerna och söderut till Indonesien. Arten är fåtalig och minskar i antal, men beståndet anses ändå vara livskraftigt.

## Utseende
Orientbaza är en höklik rovfågel med en smal, upprätt tofs, rätt lång stjärt och karakteristiskt långa, breda och paddelformade vingar. Den har ljust rostrött huvud med ett otydligt strupstreck, rostfärgade tvärband på undersidan och undre vingtäckarna och tydlig svart bandning över handpennespetsarna. På sittande fågel sträcker sig vingspetsarna en bra bit ner över stjärten. Ungfågeln har vittaktigt, huvud och smal svart tvärbandning på stjärten. Kroppslängden är 41–48 cm och vingbredden 109–117 cm.

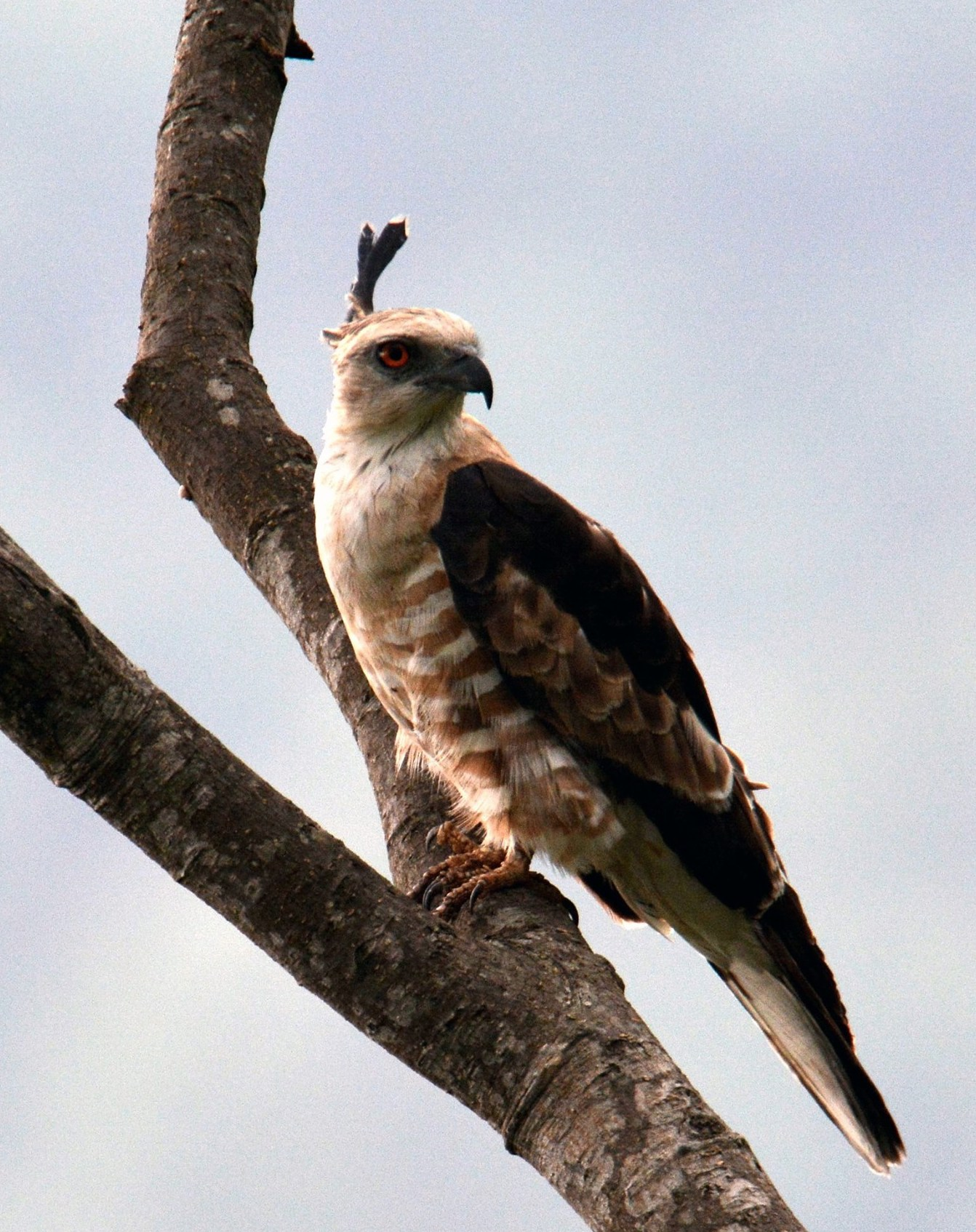

## Utbredning och systematik
Arten delas upp i fem underarter med följande utbredning:
- Aviceda jerdoni ceylonensis – förekommer i sydvästra Indien och på Sri Lanka
- Aviceda jerdoni jerdoni – förekommer från nordöstra Indien till Myanmar, södra Kina och norra Malackahalvön
- Aviceda jerdoni borneensis – förekommer på Borneo
- Aviceda jerdoni magnirostris – förekommer i Filippinerna
- Aviceda jerdoni celebensis – förekommer på Sulawesi, Banggaiöarna och Sulaöarna

Släktet Aviceda är närmast släkt med bivråkar i släktet Henicopernis samt de två australiska arterna tvärstjärtsglada och svartbröstad glada. De bildar en grupp tillsammans med bivråkar i Pernis, amerikanska glador i Elanoides, Chondrohierax och Leptodon samt madagaskarörnen.

## Status och hot
Arten har ett stort utbredningsområde, men har en rätt liten population och tros minska i antal på grund av habitatförstörelse, dock inte tillräckligt kraftigt för att den ska betraktas som hotad. Internationella naturvårdsunionen IUCN kategoriserar därför arten som livskraftig (LC). Världspopulationen uppskattas till endast 10 000 individer.

## Namn
Fågelns vetenskapliga artnamn hedrar Thomas Claverhill Jerdon (1811-1872). Tidigare kallades den jerdonbaza även på svenska, men justerades 2023 till ett enklare och mer informativt namn av BirdLife Sveriges taxonomikommitté. På svenska har den även kallats indonesisk baza och indonesisk gökfalk.